# Санта-Тереза-Галлура
Санта-Тереза-Галлура, Санта-Тереза-Ґаллура (італ. Santa Teresa Gallura, сард. Lungoni) — муніципалітет в Італії, у регіоні Сардинія, провінція Сассарі. До 2016 року муніципалітет належав до провінції Ольбія-Темпіо.
Санта-Тереза-Галлура розташована на відстані близько 290 км на захід від Рима, 230 км на північ від Кальярі, 50 км на північний захід від Ольбії, 40 км на північ від Темпіо-Паузанії.

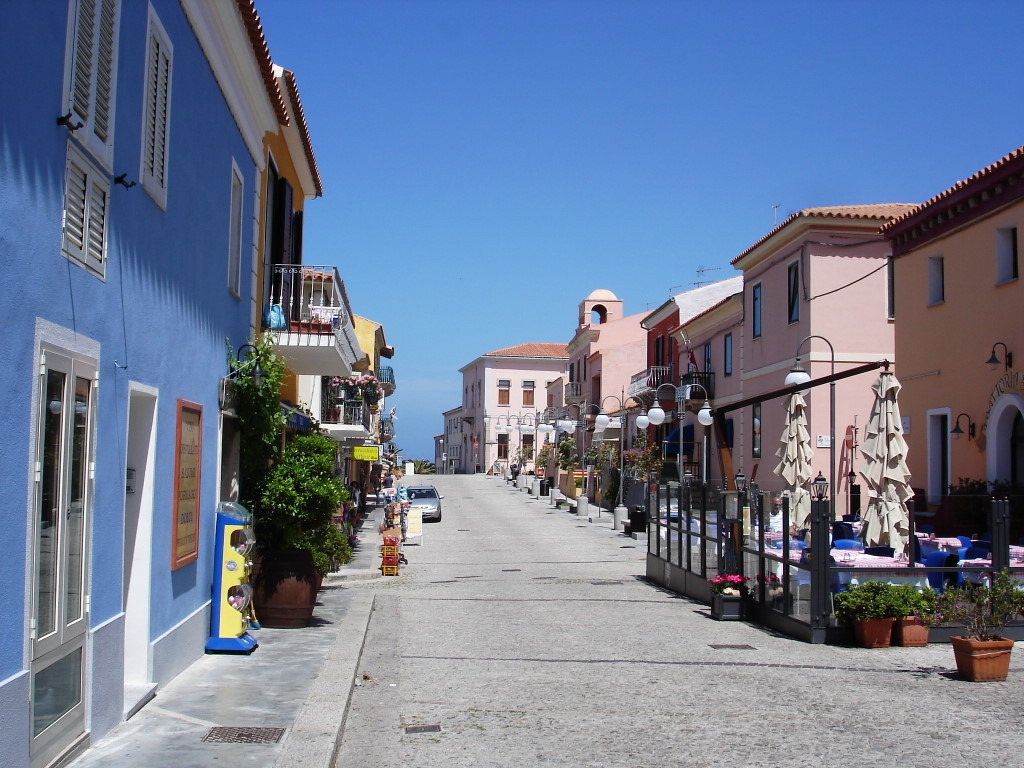

Населення — 5215 осіб (2014).
Покровитель — Santa Teresa.

## Демографія
Населення за роками:

Станом на 1 січня 2023 року в муніципалітеті офіційно проживали 524 іноземці з 43 країн, серед них 366 громадян країн Євросоюзу та 26 громадян України.

## Сусідні муніципалітети
- Альєнту
- Палау
- Темпіо-Паузанія